# Olivenza
Olivenza je město ve španělském autonomním společenství Extremaduře v provincii Badajoz, ležící na břehu řeky Guadiana 24 km jižně od Badajozu. Má 10 788 obyvatel. O Olivenzu vedou spor Španělsko a Portugalsko.
Oblast okolo města Olivenza o rozloze zhruba 750 km² s obcemi San Francisco, San Rafael, Villarreal, Santo Domingo de Guzmán, San Benito de la Contienda a San Jorge de Alor patřila od 13. století Portugalcům. Po porážce v Pomerančové válce ji museli roku 1801 odstoupit Španělsku. Město má také portugalské jméno Olivença, obyvatelé hovoří španělsky i portugalsky, ulice mají dvojjazyčné názvy. Portugalsko se Olivenzy nikdy nevzdalo, ale v současnosti svůj nárok oficiálně neuplatňuje.

## Památky
Mezi hlavní památky města patří:
- pozdně gotický kostel Panny Marie hradní (španělsky : Iglesia de Santa María del Castillo , portugalsky : Igreja de Santa Maria do Castelo ), trojlodní halová stavba s věží v průčelí,
- kaple Svatého ducha ( Capilla del Espíritu Santo , Capela do Espírito Santo ) s bohatou barokní výzdobou,
- gotický kostel svaté Maří Magdaleny ( Iglesia de Santa María Magdalena , Igreja de Santa Maria Madalena) , považovaný za mistrovské dílo portugalské manuelské architektury,
- klášter sv. Jana z Boha ( Monasterio de San Juan de Dios , Mosteiro de São João de Deus ),
- pevnost ( torre del homenaje ,torre de menagem ) a
- zřícenina mostu Panny Marie pomocné ( Puente de Nuestra Señora de Ayuda , Ponte de Nossa Senhora da Ajuda), zničeného v roce 1709 a nikdy neobnoveného.

## Slavní rodáci
- Guillermo Fernández Vara (1958) – španělský politik, prezident Extremadury
- Pedro da Fonseca (? – 1422) – portugalský kardinál
- Paulo da Gama (1465 – 1499), starší bratr Vasco da Gamy, velitel São Rafael při objevování cesty do Indie
- Vicente Lusitano (c. 1461 – c. 1561) – portugalský skladatel a hudební teoretik
- Tomás Romero de Castilla (1833 – 1910) – španělský teolog, zakladatel Museo Arqueológico Provincial de Badajoz

## Galerie

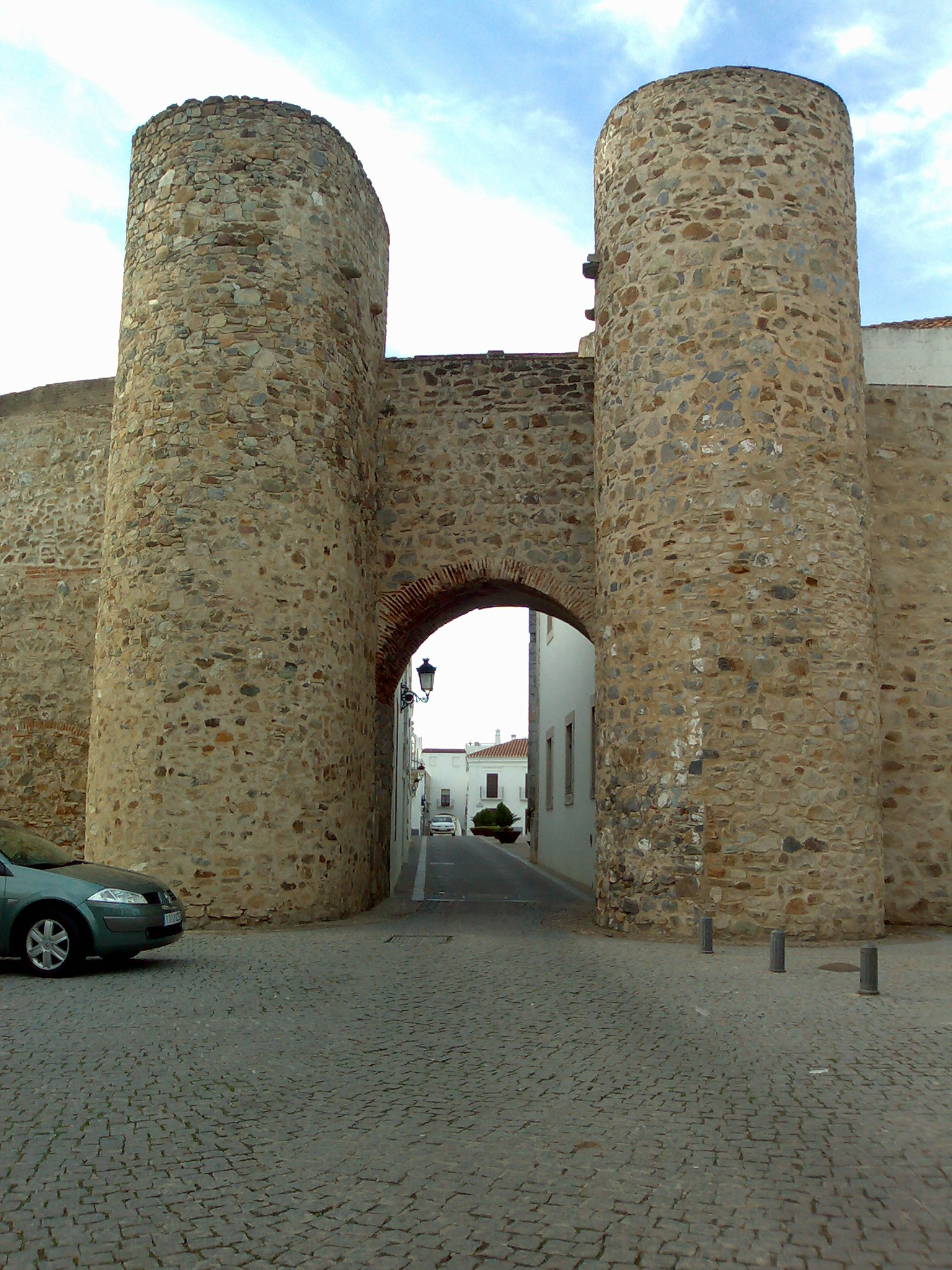
Brána hradu
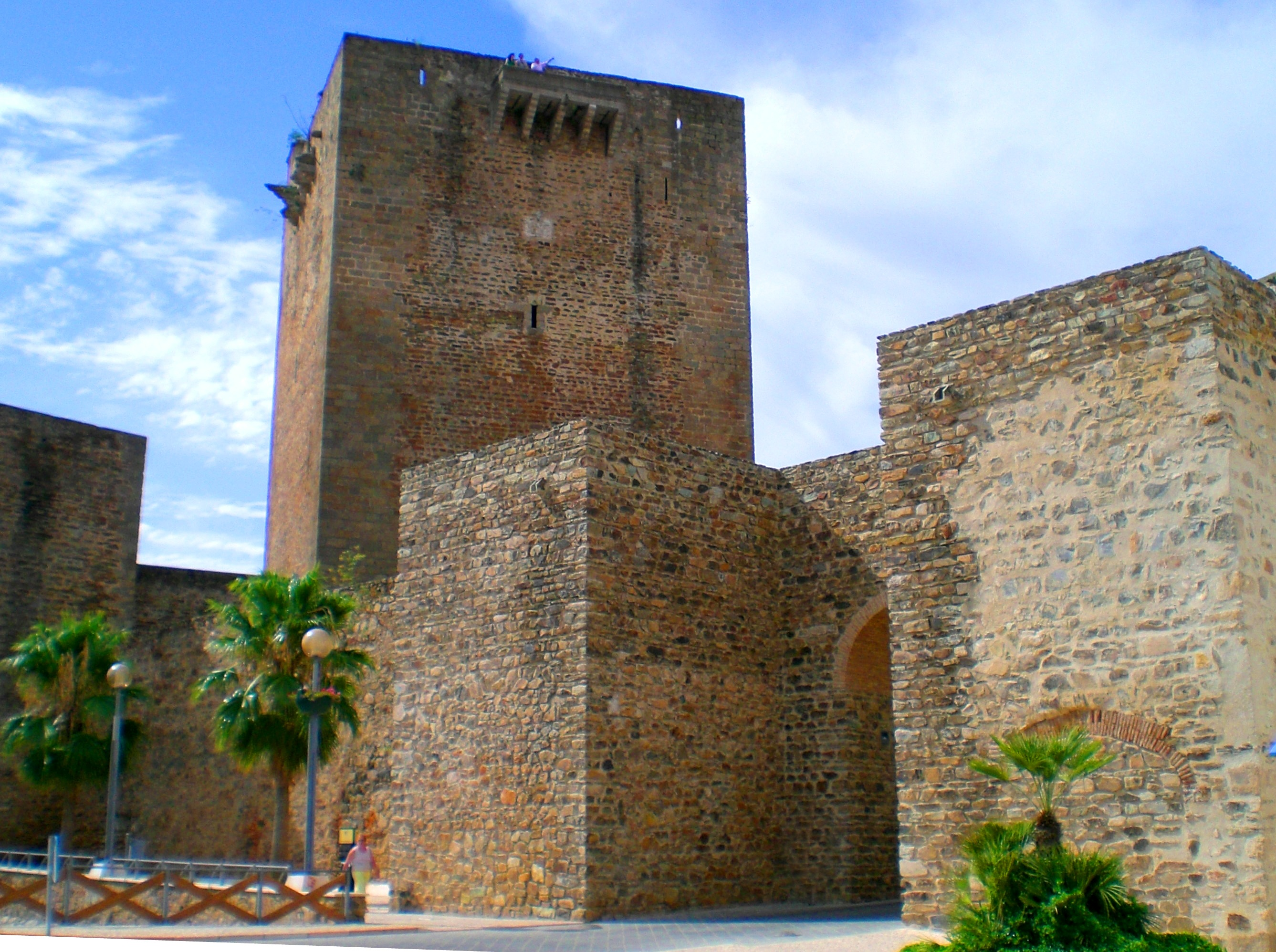
Hradní nádvoří
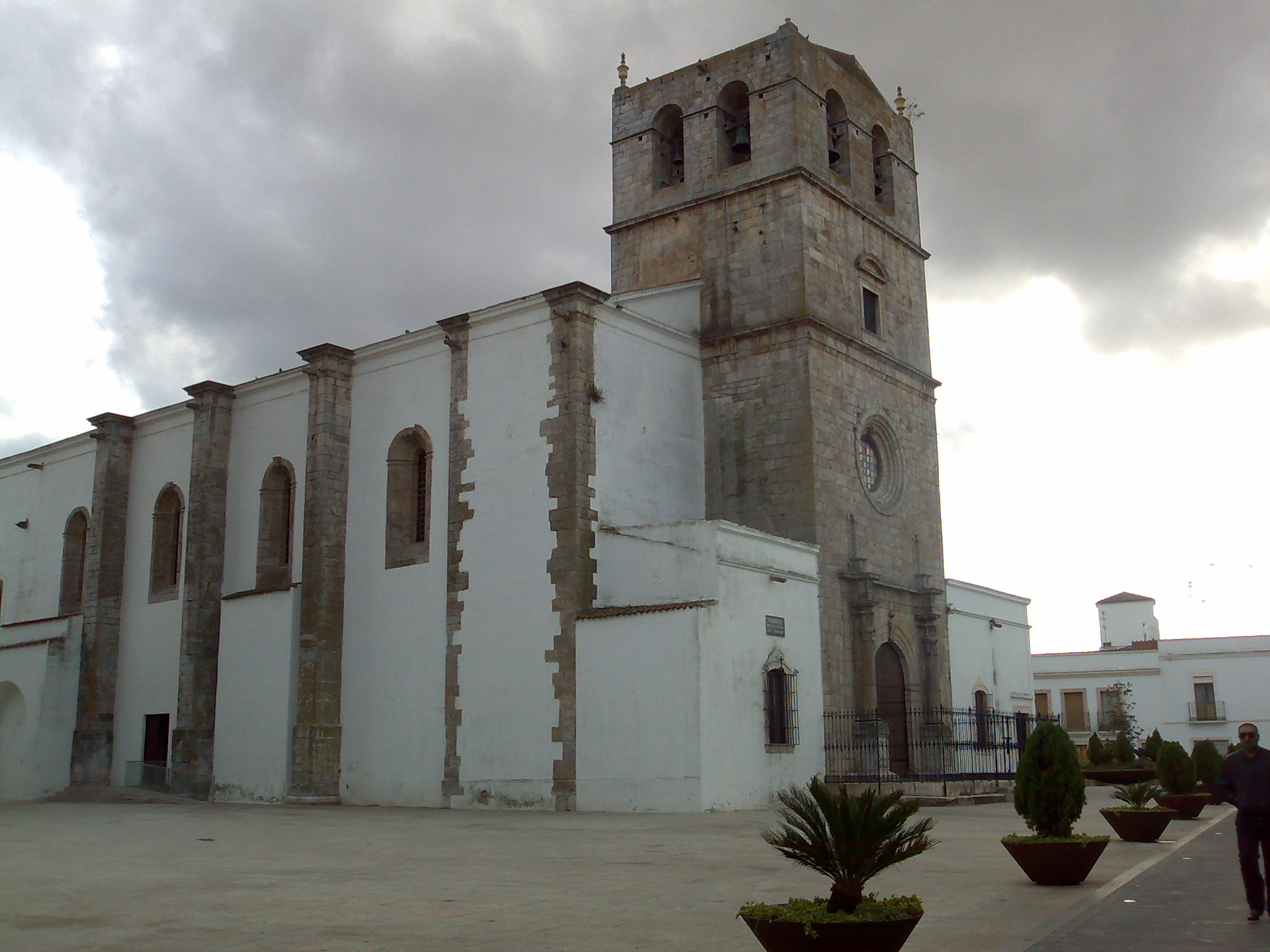
Santa Maria do Castelo
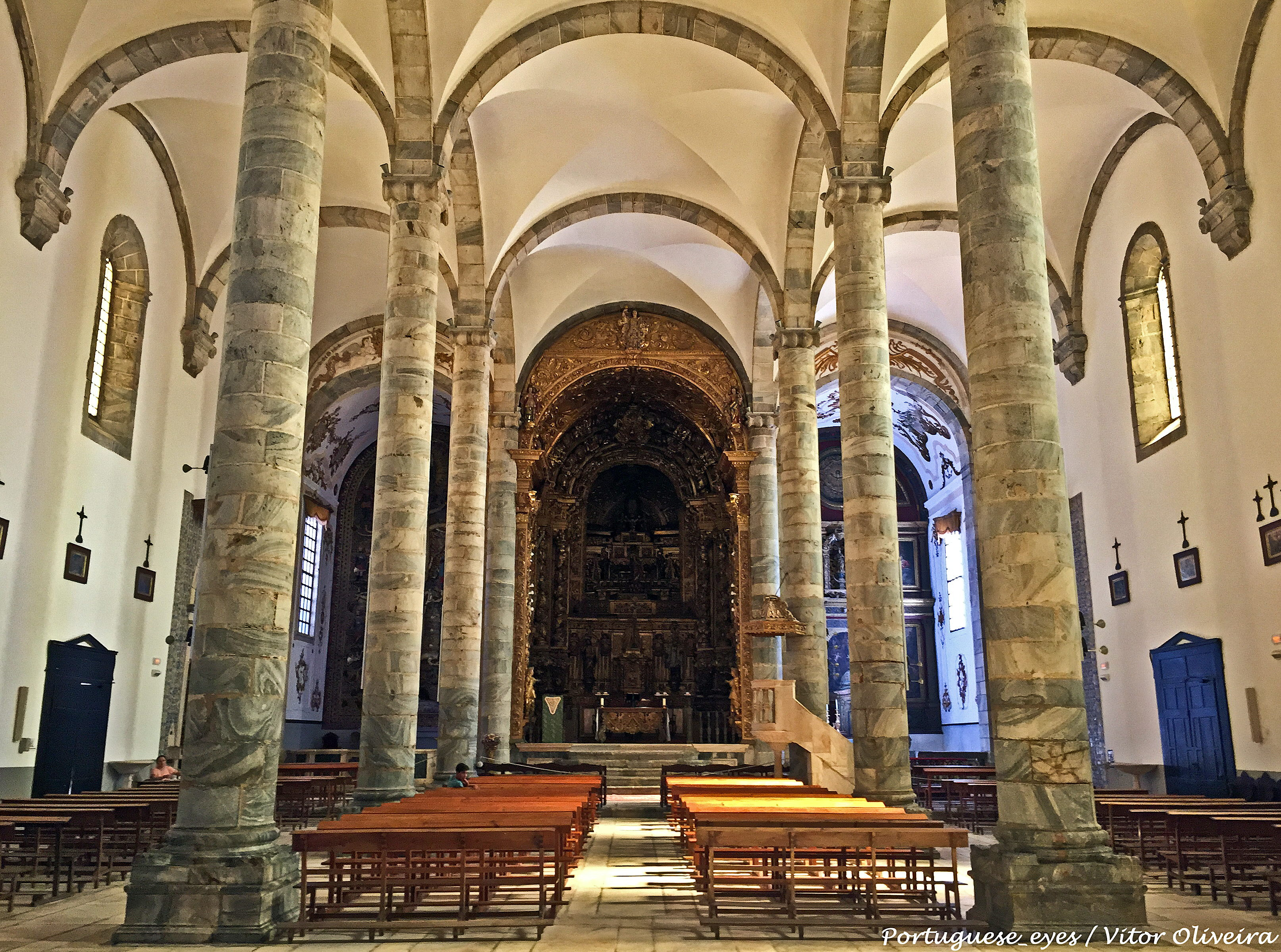
Santa Maria do Castelo, interiér
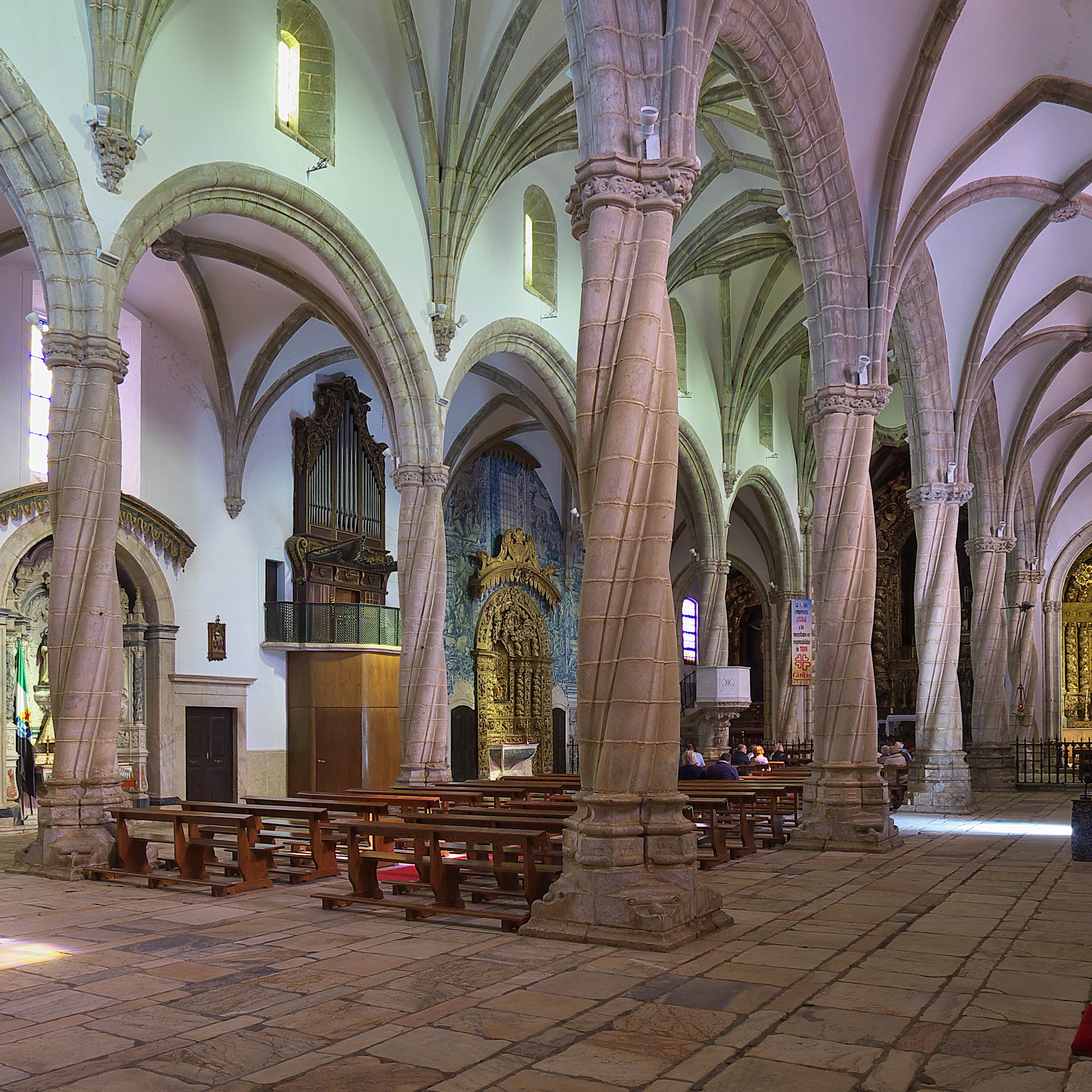
Kostel sv. Marie Magdaleny, interiér
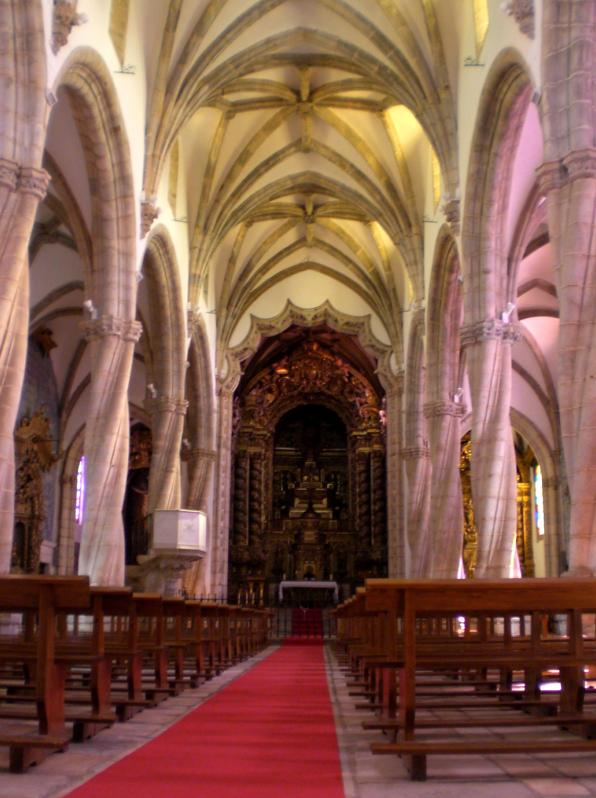
Kostel sv. Maří Magdalény, vnitřek
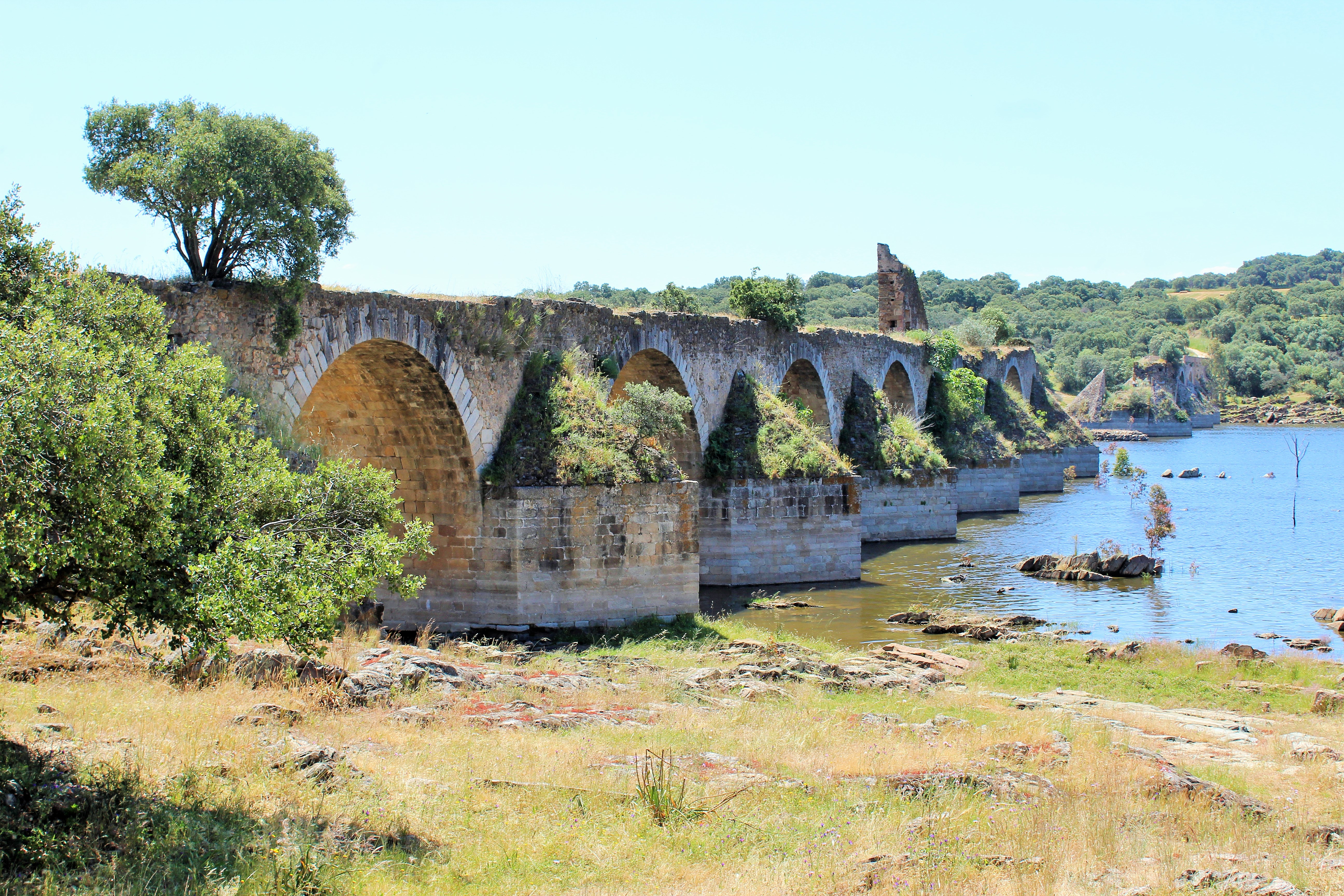
Zřícenina Mostu P. Marie
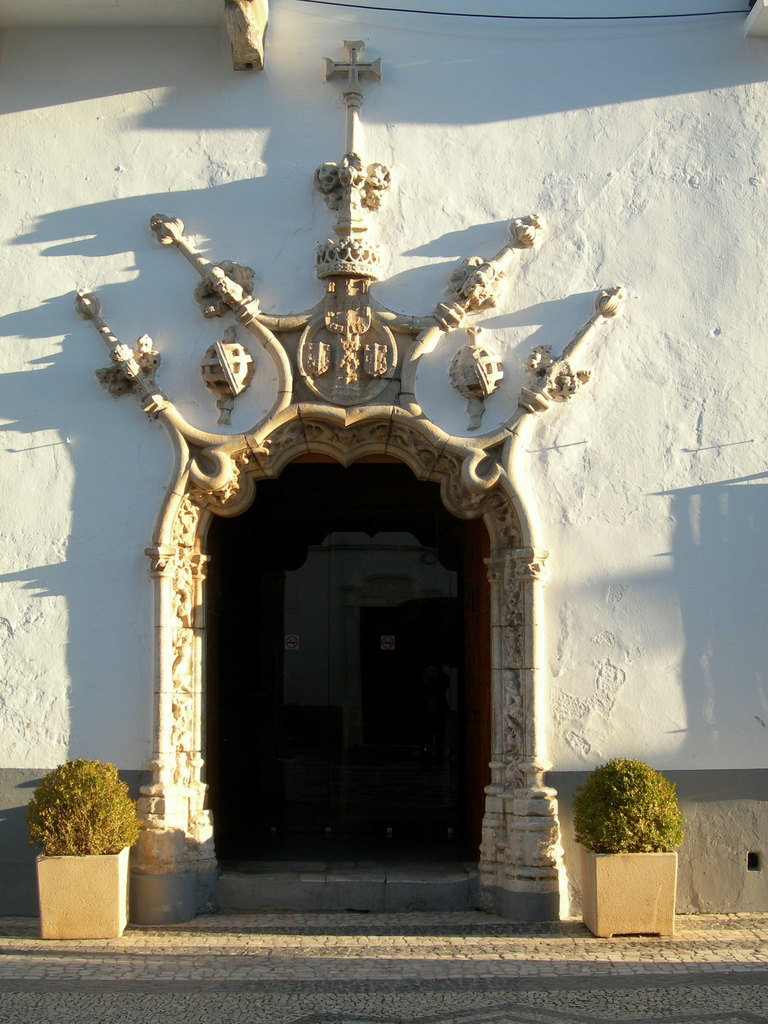
Radnice, portál